# Harald Froschauer
Harald Froschauer (* 1976 in Niederösterreich) ist ein österreichischer Ägyptologe, Archäologe und Kulturmanager. Er ist Gesamtprokurist der Kultur.Region.Niederösterreich GmbH, kaufmännischer Geschäftsführer der Volkskultur Niederösterreich GmbH und kaufmännischer Geschäftsführer der Museumsmanagement Niederösterreich GmbH.

## Leben
Nach der Matura am Stiftsgymnasium Melk 1994 studierte Harald Froschauer Klassische Archäologie, Ägyptologie und Papyrologie an der Universität Wien. Thema seiner Diplomarbeit und Dissertation war jeweils das frühe Christentum in Ägypten. Von 2002 bis 2008 war er Kurator des Papyrusmuseums der Österreichischen Nationalbibliothek sowie ab 2006 stellvertretender Leiter der dortigen Papyrussammlung. In seiner Funktion am Papyrusmuseum war er unter anderem für die Vorbereitung der jährlich stattfindenden Sonderausstellungen und Vermittlungsprogramme verantwortlich. Von 2004 bis 2011 war er zudem Lektor am Institut für Klassische Archäologie der Universität Wien. Er nahm an verschiedenen archäologischen Ausgrabungen in Österreich und Ägypten teil.
Ab 2008 war Harald Froschauer Leiter der Stabsstelle Controlling der Kultur.Region.Niederösterreich, der Dachorganisation kultureller Einrichtungen in Niederösterreich. Per Juli 2013 wurde er zum kaufmännischen Geschäftsführer der Volkskultur Niederösterreich GmbH, einer 100-Prozent-Tochtergesellschaft der Kultur.Region.Niederösterreich, bestellt.

## Schriften
- mit Christian Gastgeber und Hermann Harrauer (Hrsg.): Tod am Nil. Tod und Totenkult im antiken Ägypten. Phoibos-Verlag, Wien 2003, ISBN 3-901232-41-9.
- mit Christian Gastgeber und Hermann Harrauer (Hrsg.): Ein Buch verändert die Welt. Phoibos-Verlag, Wien 2003, ISBN 3-901232-36-2.
- mit Hermann Harrauer (Hrsg.): Spiel am Nil. Unterhaltung im Alten Ägypten. Phoibos-Verlag, Wien 2004, ISBN 3-901232-57-5.
- mit Hermann Harrauer (Hrsg.): „…und will schön sein“. Schmuck und Kosmetik im spätantiken Ägypten. Phoibos-Verlag, Wien 2004. ISBN 3-901232-47-8.
- mit Hermann Harrauer (Hrsg.): Emanzipation am Nil. Frauenleben und Frauenrecht in den Papyri. Phoibos-Verlag, Wien 2005, ISBN 978-3-901232-59-6.
- mit Cornelia Römer (Hrsg.): Mit den Griechen zu Tisch in Ägypten. Phoibos-Verlag, Wien 2006, ISBN 978-3-901232-76-3.
- mit Cornelia Römer (Hrsg.): Zwischen Magie und Wissenschaft. Ärzte und Heilkunst in den Papyri aus Ägypten. Phoibos-Verlag, Wien 2007, ISBN 978-3-901232-81-7.
- mit Cornelia Römer (Hrsg.): Spätantike Bibliotheken. Leben und Lesen in den frühen Klöstern Ägyptens. Phoibos-Verlag, Wien 2008, ISBN 978-3-901232-99-2.
- (Hrsg.): Zeichnungen und Malereien aus den Papyrussammlungen in Berlin und Wien. de Gruyter, Berlin / New York 2008, ISBN 978-3-11-020739-2.
- Porträts der Namenlosen. Roman zu einer Antikensammlung. Novum Verlag 2013, ISBN 978-3-99026-952-7.